# Землетрус Чжаотун (1974)
Землетрус Чжаотун 1974 року стався 10 травня о 19:25 UTC. Його величина була виміряна на рівні 7,0 за шкалою величини моменту та 7,1 за шкалою величини поверхневої хвилі. Він мав максимальну сприйняту інтенсивність IX (жорстокий) за шкалою інтенсивності Меркаллі. Епіцентр знаходився в префектурі Чжаотун провінції Юньнань, і він спричинив від 1641 до 20 000 смертей.

## Землетрус
Згідно з аналізом геодезичних даних, землетрус приписують ковзанню по насуву, що тягнеться з півночі на південь з падінням 60° на схід. Також було інтерпретовано як результат зсуву вздовж розлому з крутим падінням північно-західного напряму. Ізосейсмічні лінії землетрусу були погано визначені через варіації як у топографії, так і в умовах ґрунту.
Землетрус складався з більш ніж десяти окремих подій. Послідовність почалася з кількох поштовхів у перші дві-три секунди магнітудою менше 5. За ними послідували кілька поштовхів, магнітуда яких наближалася до 7 балів протягом приблизно хвилини. Розподіл окремих поштовхів за площею не показав прогресування вздовж площини розлому, як можна було б очікувати при розповсюдженні тріщини.
Землетрус викликав багато зсувів в епіцентральній зоні. Геологія корінних порід у цьому районі містить породи майже всіх віків від неопротерозою до четвертинного. Зсуви були в основному приурочені до ділянок з інтенсивністю VII або більше та мали схили помірного нахилу (26—45°). У всіх випадках, крім одного, зсуви пов'язані з четвертинним матеріалом, за винятком зсуву, який контролювався площинами шарів у пермському вапняку. На крутіших схилах траплялися кам'яні лавини, особливо впливаючи на з'єднані та вивітрювані пермські вапняки та тріасові пісковики/ сланцеві товщі.

## Пошкодження
Від землетрусу постраждала площа близько 400 тис. км2. 28 000 будинків зруйновано, ще 38 000 були пошкоджені. Дерев'яні каркасні будинки в епіцентрі залишилися неушкодженими. Кількість загиблих коливається від 1641 до 20 000 і ще 1600 поранених.
Найбільший зсув утворив через річку Янцзи дамбу висотою до 30 м, перетворивши долину над нею на озеро.